# Сьомаківська сільська рада (Старосинявський район)
Сьомакі́вська сільська́ ра́да — адміністративно-територіальна одиниця та орган місцевого самоврядування у Старосинявському районі Хмельницької області. Адміністративний центр — село Сьомаки.

## Загальні відомості
Сьомаківська сільська рада утворена в 1929 році.
- Територія ради: 3,7 км²
- Населення ради: 977 осіб (станом на 2001 рік)

## Населені пункти
Сільській раді підпорядковані населені пункти:
- с. Сьомаки
- с. Буглаї
- с. Дашківці
- с. Хутір Дашківський

## Склад ради
Рада складається з 15 депутатів та голови.
- Голова ради: Попсуй Микола Петрович
- Секретар ради: Гурина Катерина Андріївна

### Керівний склад попередніх скликань
| Прізвище, ім'я, по батькові | Основні відомості                                                 | Дата обрання | Дата звільнення |
| --------------------------- | ----------------------------------------------------------------- | ------------ | --------------- |
| Гуменюк Михайло Григорович  | Сільський голова, 1952 року народження, безпартійний              | 26.03.2006   | 08.05.2008      |
| Гоменюк Анатолій Петрович   | Сільський голова, 1968 року народження, безпартійний              | 30.11.2008   | 31.10.2010      |
| Попсуй Микола Петрович      | Сільський голова, 1987 року народження, освіта вища, безпартійний | 31.10.2010   |                 |

Примітка: таблиця складена за даними сайту Верховної Ради України

### Депутати
За результатами місцевих виборів 2010 року депутатами ради стали:

#### За суб'єктами висування
| Суб'єкт висування           | Кількість обраних депутатів | %    |
| --------------------------- | --------------------------- | ---- |
| Самовисування               | 9                           | 60   |
| Партія регіонів             | 3                           | 20   |
| Комуністична партія України | 2                           | 13,3 |
| Єдиний Центр                | 1                           | 6,7  |

#### За округами
| № округу                    | Прізвище, ім'я, по батькові    | Дата визнання обраним | Освіта             | Партійна приналежність                        | Відомості про обраного депутата            |
| --------------------------- | ------------------------------ | --------------------- | ------------------ | --------------------------------------------- | ------------------------------------------ |
| Єдиний Центр                |                                |                       |                    |                                               |                                            |
| 11                          | Знаємський Микола Миколайович  | 04.11.2010            | вища               | член Єдиного Центру                           | Дашковецька загальноосвітня школа, вчитель |
| Комуністична партія України |                                |                       |                    |                                               |                                            |
| 6                           | Гоцуляк Богдан Романович       | 04.11.2010            | середня            | позапартійний                                 | тимчасово не працює                        |
| 8                           | Ткачук Петро Ілліч             | 04.11.2010            | вища               | позапартійний                                 | приватний підприємець                      |
| Партія регіонів             |                                |                       |                    |                                               |                                            |
| 1                           | Кульбачук Галина Миколаївна    | 04.11.2010            | середня            | позапартійна                                  | Сьомаківська сільська рада, фельдшер       |
| 2                           | Похила Петро Феодосійович      | 04.11.2010            | середня            | член Партії регіонів                          | приватний підприємець                      |
| 3                           | Рикун Микола Дмитрович         | 04.11.2010            | середня            | член Партії регіонів                          | приватне підприємство, тракторист          |
| Самовисування               |                                |                       |                    |                                               |                                            |
| 4                           | Рикун Микола Петрович          | 04.11.2010            | середня            | член Всеукраїнського об'єднання «Батьківщина» | тимчасово не працює                        |
| 5                           | Попсуй Сергій Дмитрович        | 04.11.2010            | середня            | позапартійний                                 | Мельник                                    |
| 7                           | Христиченко Мар'яна Юріївна    | 04.11.2010            | вища               | позапартійна                                  | Дашковецька загальноосвітня школа, вчитель |
| 9                           | Луценко Людмила Михайлівна     | 04.11.2010            | середня            | член Всеукраїнського об'єднання «Батьківщина» | тимчасово не працює                        |
| 10                          | Франчук Тамара Михайлівна      | 04.11.2010            | середня спеціальна | член Всеукраїнського об'єднання «Батьківщина» | пенсіонер                                  |
| 12                          | Хойна Микола Францович         | 16.02.2014            | вища               | позапартійний                                 | тимчасово не працює                        |
| 13                          | Люховець Володимир Миколайович | 04.11.2010            | середня            | член Всеукраїнського об'єднання «Батьківщина» | Дашковецька загальноосвітня школа, двірник |
| 14                          | Демихін Юрій Вікторович        | 04.11.2010            | середня            | член Всеукраїнського об'єднання «Батьківщина» | приватний підприємець, продавець           |
| 15                          | Гурина Катерина Андріївна      | 04.11.2010            | середня спеціальна | позапартійна                                  | Сьомаківська сільська рада, секретар       |